# フジウツギ属
フジウツギ属（Buddleja）はゴマノハグサ科の植物の属である。花が美しいので園芸用に栽培され、属名からブッドレア（ブッドレヤ）と呼ばれることが多い。世界に約100種あり、ほとんどは常緑または落葉性の低木だが、一部に高さ30mに及ぶ高木や、草本もある。ヨーロッパ・オーストラリアを除く温帯・熱帯に分布する。多くは芳香があり、また蜜が多いのでよく蝶が吸蜜に訪れる。サポニンを多く含むので有毒ともいう。
葉は長さ1-30cmで細長く、ほとんどは対生。花は長さ1cmほどの筒状で、花びらの先が4裂し、長さ10-50cmの密な円錐花序をなす。花の色は種類により白、桃色、赤、紫、橙色、黄色などいろいろある。果実は蒴果で、多数の種子を含む。
日本にはフジウツギB. japonica とウラジロフジウツギB. curviflora が自生する。フジウツギ（藤空木）の名は花序の様子や色が藤に似ていることから。
数種が園芸用に栽培されており、特によく栽培されるのがフサフジウツギ（ニシキフジウツギ）B. davidii である。これは極端に寒い地域を除いて栽培しやすく、野生化することも多い。フサフジウツギは中国原産とされるが、秩父で野生状態で発見されたため、チチブフジウツギの別名がついている。
そのほかオレンジ色のB. globosa や、ライラック色のB. alternifolia、またB. x weyeriana (B. globosa x B. davidii) などの交雑種が栽培される。沖縄県では中国原産のトウフジウツギB. lindleyana がよく栽培されている。
属学名はイギリス国教会宣教師で植物学者だったアダム・バドルAdam Buddle（1660 ? 1715）にちなむ。正しくは"Buddleia"になりそうだが、リンネが"Buddleja"と書いたためこれが正式名として定着した。

## 栽培
ブッドレアは花木の中では、実生からの栽培が最も簡単なものの一つである。春まきで翌年から開花することが多い。ただ、木本としては比較的短命で、数年で枯れることもある。タネが入手しやすいのは、B. davidii の空色系と青・白・ピンクなどが混ざったもの、それにB. globosa である。
種まきは4月頃に行う。タネはかなり細かいが、一袋にかなりの量が入っているので、苗床などの播き、覆土はせずにそっと手のひらで押さえ、細めのじょうろで丁寧に水やりをするようにする。発芽までに10日から半月くらいかかる。混み合ったところは間引き、本葉が出てきたら一度仮植えし、1m位の間隔に定植する。春から秋まで日向または半日陰になる、水はけの良いところを好む。
移植をする際は、ひげ根が土と離れやすいので、注意が必要である。
挿し木も容易である。

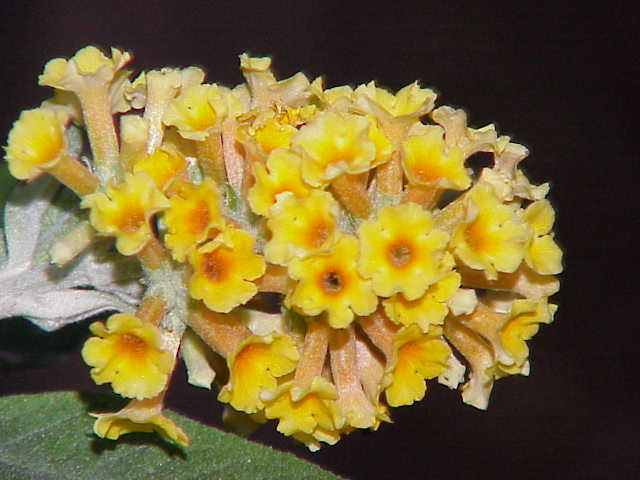
Buddleja globosa
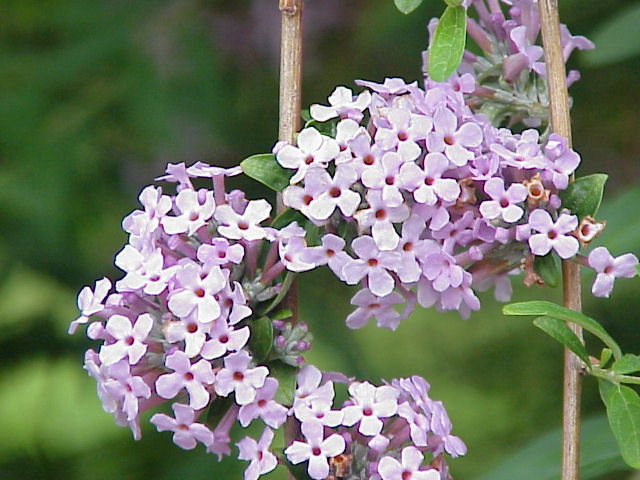
Buddleja alternifolia
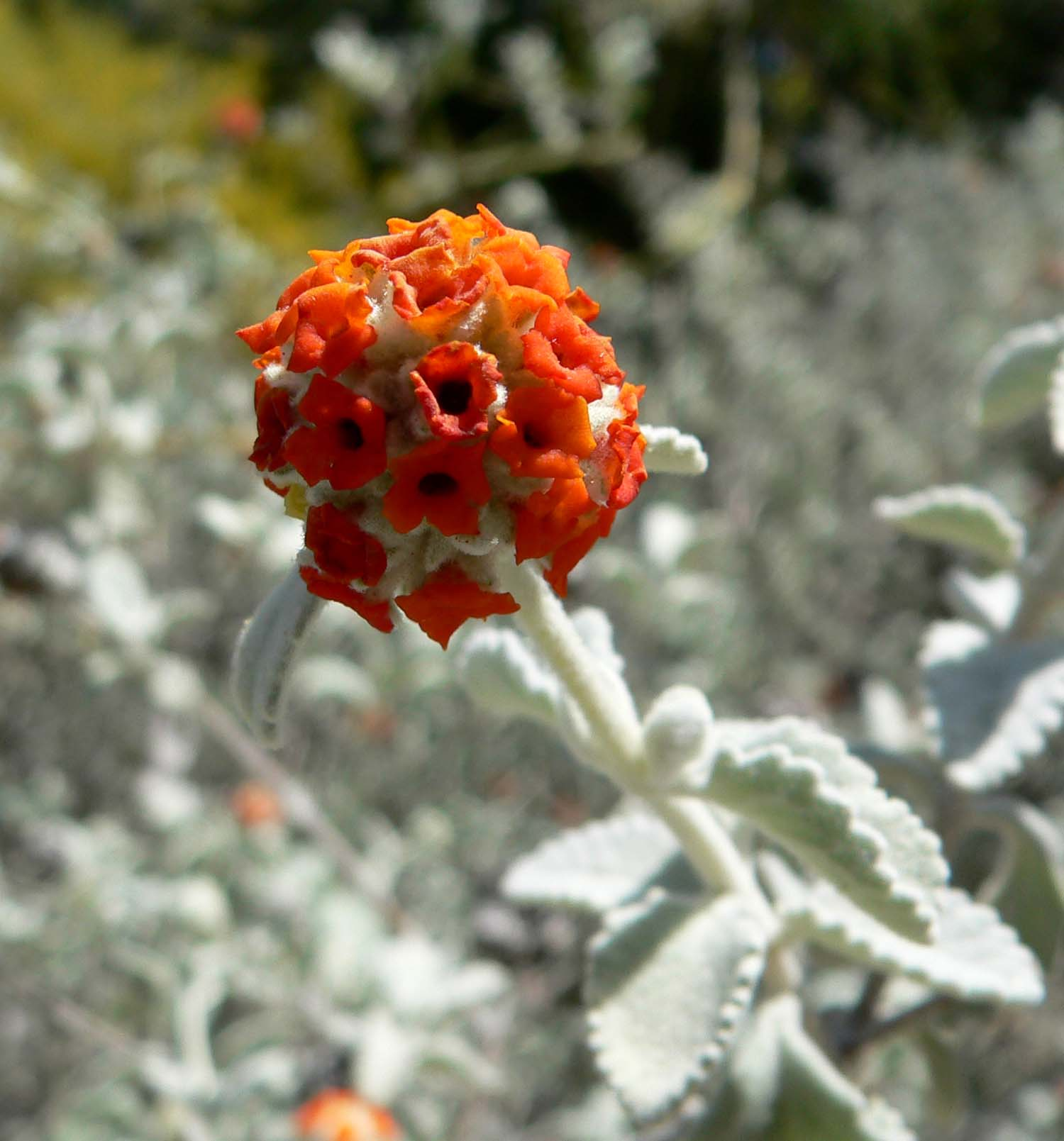
Buddleja marrubifolia

### 注
1. ↑  古い分類体系では独立のフジウツギ科としていた[2]。
2. ↑  ただし従来Nicodemia 属とされていた種の果実は液果。
3. ↑  在来種とみる説もある[要出典]。
4. ↑  著者の引用はBuddle[21]。